# 이천 동산리 마애여래상
이천 동산리 마애여래상(利川 東山里 磨厓如來像)은 대한민국 경기도 이천시 호법면 동산리, 마을 남서쪽 대덕산 기슭에 위치해 있는 마애불이다. 1986년 4월 14일 이천시의 향토유적 제9호로 지정되었다.

## 개요
동산리(東山里) 마을 남서쪽 대덕산(大德山) 기슭에 위치해 있다.

### 불상의 모양
불상(佛像)은 화강암 자연석을 깎아 높이 203cm, 폭 79~91cm, 두께 15~20cm의 좌경(左傾) 장방형 판석(板石)을 세우고, 그 전면에 세련되고 유연한 조각(彫刻) 솜씨로 여래(如來)의 입상을 1cm 깊이로 선해 놓았다.
머리는 소발(素髮)이며 육계(肉髻)가 높직하고, 상호(相好)는 둥글고 원만하며 코 부위는 약간 마멸되어 있다. 두 귀는 양 어깨에까지 늘어져 있으며, 목에는 3도가 뚜렷하다. 옷은 통견의(通肩衣)로서 의문(衣文)은 사선(斜線) 또는 밑으로 자연스럽게 흘려 선각해 놓았다. 오른손은 가슴에 올려 엄지와 검지를 마주 댄 아미타여래(阿彌陀如來)의 구품인(九品印) 중에 상품중생(上品中生)의 수인(手印)을 하고 있다. 왼손은 엄지를 구부린 손바닥을 위로 향하게 하여 배위에 가만히 올려 놓았다. 머리 뒤쪽으로 지름 약 90cm의 두광(頭光)이 표현되어 있다. 전체적인 느낌은 입상이지만, 무릎 아래는 표현이 되어 있지 않기 때문에, 입상인지 좌상인지 확인할 수 없다.

### 불상과 입석사
신증동국여지승람(新增東國輿地勝覽) 불우조(佛宇條)에는 입석사재호법리대덕산(立石寺在戶法里大德山)이라 기록된 것으로 보아, 이 산중에 입석사(立石寺)가 위치해 있었음을 알 수 있다. 또 불상에서 서쪽으로 입석(立石)재 고개란 지명이 붙여진 것으로 보아, 이 모두가 여래상(如來像)이 새겨진 바위, 곧 입석(立石)에서 유래되었을 가능성이 있다. 하지만 마애여래상 위치에 입석사가 있었다고 단정하기는 어렵다. 이 마애여래상 서쪽으로 입석재 고개가 있으며, 그곳에 커다란 입석이 있다고 한다.
이 불상 바로 옆에 입석암이라는 작은 암자가 있었는데, 1978년 봄에 불법 건물로 철거되었다.
입석사에 대하여 전해 내려오는 이야기가 있다. 근처 여주 북내면에 고달사가 있었다. 고달사는 국가에서 운영하던 큰 절로서, 그곳에 있던 국사(국가나 왕의 사표가 되는 고승)를 비롯한 고승대덕(큰 덕을 갖춘 고승)들이 노후에 입석사에 좌선하였다고 한다. 그래서, 고려임금들이 고달사에 들렀다가, 고승대덕들을 보러 행차했다는 이야기도 전해진다.

### 불상의 위치와 조성 연대
불상의 현 위치가 원래 불상이 조성되었던 위치인지는 알 수 없다. 양식과 기법, 문헌을 종합하면 불상의 조성연대는 고려(高麗) 초기~중기로 추정된다.

### 현재 보존 상태
현재 많은 불상이 그렇듯, 동산리 마애여래상도 코 부분이 뭉개져 있는데, 이는 불상의 코를 갈아 먹으면 남아를 임신한다는 미신 때문으로 알려져 있다.

## 사진

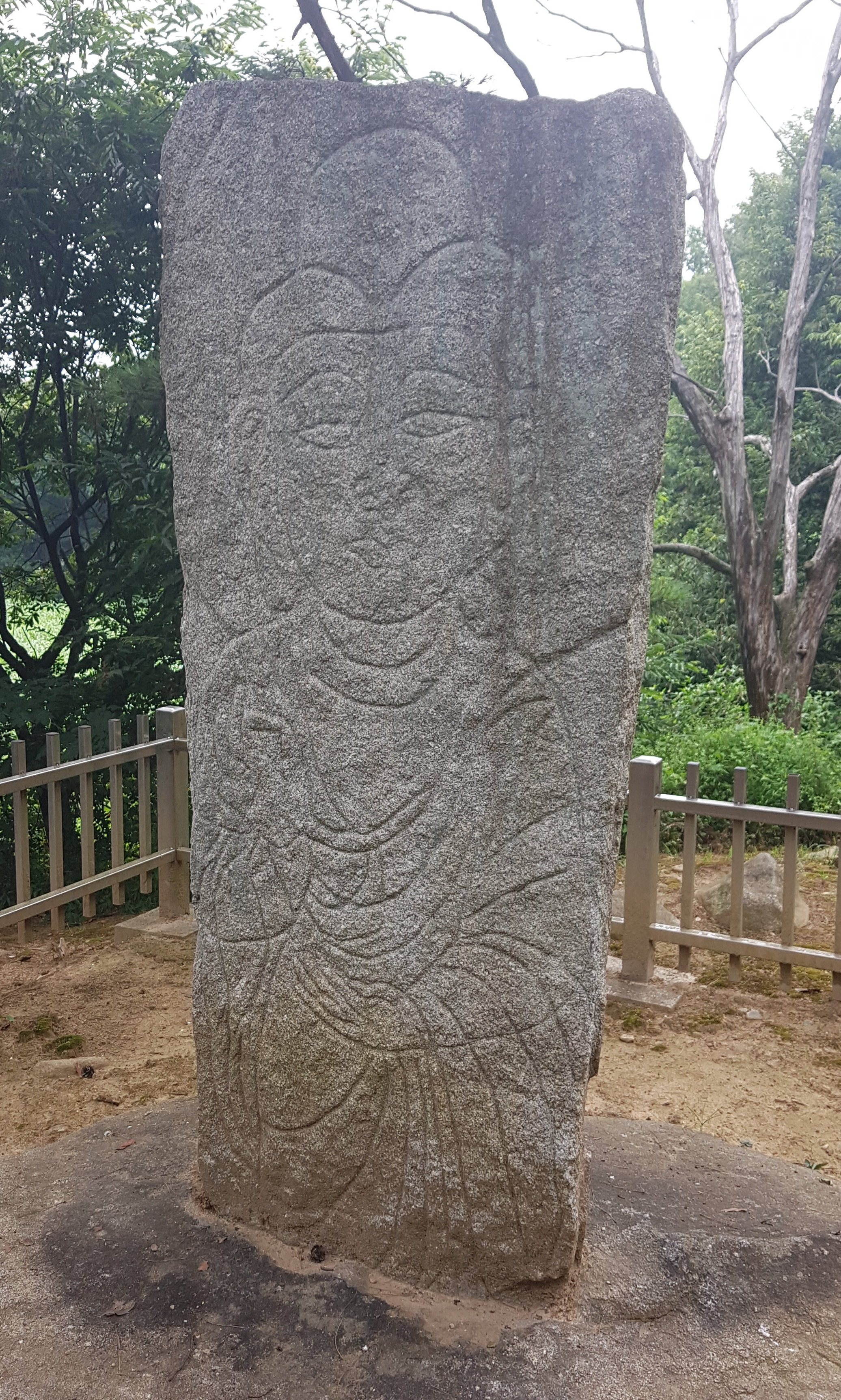
이천 동산리 마애여래상(利川 東山里 磨厓如來像)
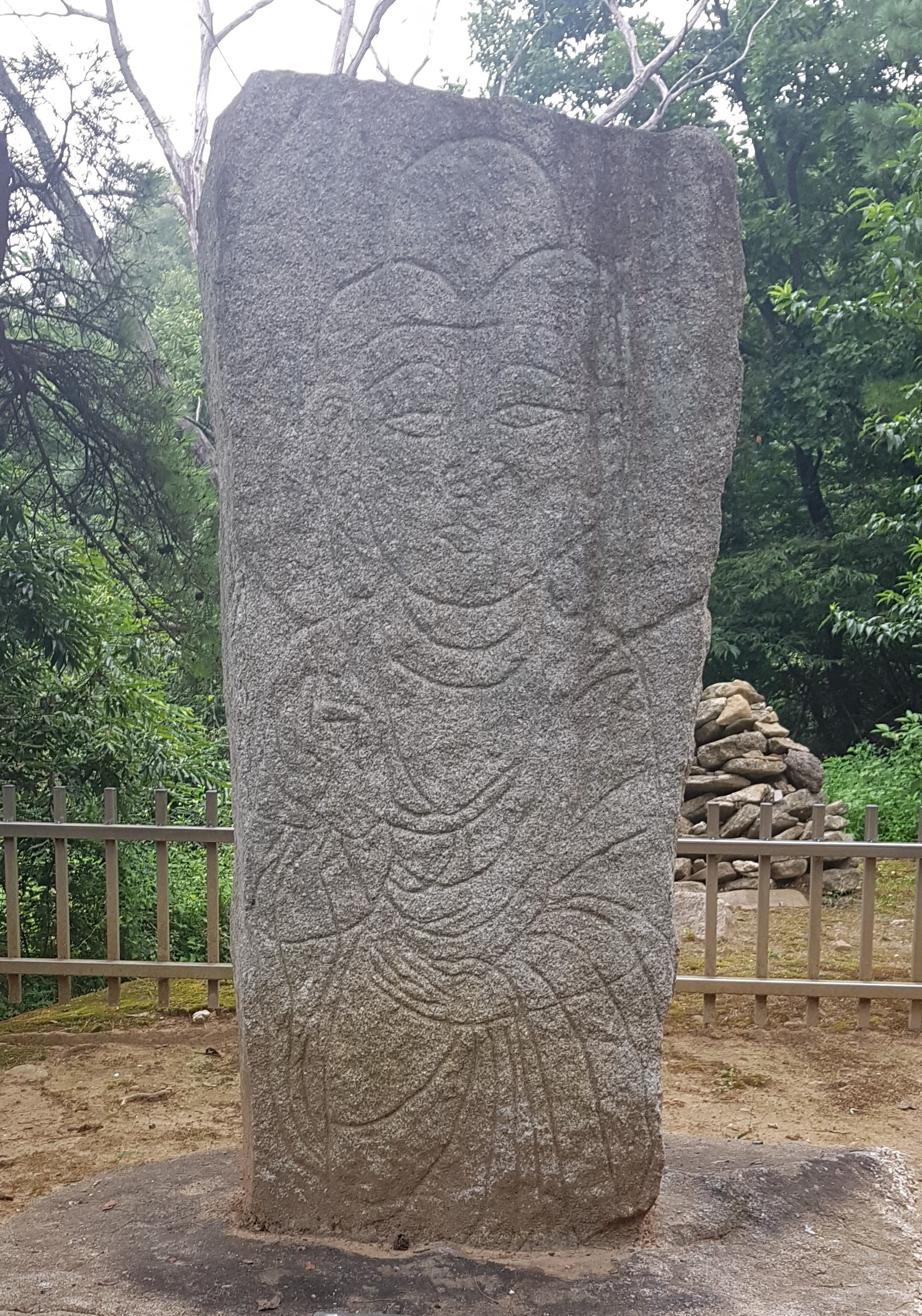
이천 동산리 마애여래상(利川 東山里 磨厓如來像)

## 같이 보기
- 이천 영월암 마애여래입상
- 이천 소고리 마애여래좌상
- 대포동석조여래입상
- 선읍리입상석불
- 갈산동석불입상
- 이천시의 향토유적

## 참고 자료
- 동산리 마애여래상 - 문화재 - 미디어이천